# Melittobia australica
Melittobia australica — вид їздців родини евлофід (Eulophidae).

## Поширення
Melittobia australica вперше описаний американським ентомологом Олександром Арсеном Жиро в 1912 році з Австралії, але з того часу вид був зареєстрований у Північній Америці, Центральній Америці, на півночі Південної Америки, Карибських островах, Африці, Східній Азії, Європі (Сицилія) та Новій Зеландії. Деякі дослідники вважають, що цей вид є аборигеном Австралії, але комерційна діяльність людей дозволила йому поширитися і стати космополітичним.

## Опис
Melittobia australica — це невелика оса завдовжки 1,1-1,4 мм. Має типову для оси будову тіла: форму голови, грудей, черевся з «осиною талією». Він статево диморфний: самці зазвичай більші за самиць. Самці також мають ширшу голову і менші крила, а їх вусики значно ширші. У забарвлення самці медово-коричневі, а самиці темно-коричневі.
У M. australica є щонайменше дві морфи самиць, які відрізняються розміром черевця, розміром очей та ступенем розвитку крил. У «повзучої» морфи нормальний живіт, маленькі очі і недорозвинені крила. «Літаючі» морфи мають більші очі і крила і менший живіт. «Повзучі самиці» залишаються в гнізді господаря протягом усього свого життєвого циклу, тоді як інші мандрують у пошуках нових гнізд.

## Спосіб життя
Melittobia australica — паразитоїд, його основними господарями є одиночні бджоли та оси. В Австралії виявлений у гніздах Melittoboa australica, Pison spinolae, Megachile, різних видів з родин Sphecidae, Crabronidae. В інших куточках світу паразитує у гніздах Vespula, Polistes, Bombus, Apis mellifera, Anthrax angularis, Stenarella victoriae, Sceliphron.
Його життєвий цикл починається з того, що самка знаходить гніздо відповідного господаря, де нащадки знаходяться на стадії препупалії (заляльковування). Самиця харчується препупою, вона проколює її яйцекладом і харчується виділеними рідинами, використовуючи білки, що потрапили в проковтнуту рідину для овогенезу. Вона відкладає 10–50 яєць на день під покривом лялечки господаря. Запліднені яйця перетворюються на самиць, а незапліднені яйця — у самців. Яйця зазвичай відкладаються на одного господаря в гнізді, і декілька самиць можуть відкладати яйця на одному господарі, який може бути повністю насичений личинками M. australica різного віку, які виходять з яєць через кілька днів після яйцекладки. Личинки харчуються тканиною хазяїна.